# Lisa Eilbacher
Lisa Marie Eilbacher (Dhahran, 5 maggio 1956) è un'attrice statunitense.
È nota in particolare per i ruoli in Ufficiale e gentiluomo e Beverly Hills Cop - Un piedipiatti a Beverly Hills.

## Biografia
Lisa Eilbacher nasce a Dhahran, in Arabia Saudita, da un dirigente della compagnia petrolifera americana. Cresciuta in Francia, anche sua sorella Cindy è un'attrice, nota per aver interpretato la figlia di Jerry Van Dyke nella serie televisiva Mamma a quattro ruote.
Eilbacher inizia la sua carriera di attrice sin dall'infanzia recitando in un episodio di Io e i miei tre figli. È ricordata soprattutto per le interpretazioni in due film popolari degli anni '80: Ufficiale e gentiluomo e Beverly Hills Cop - Un piedipiatti a Beverly Hills. In Ufficiale e gentiluomo, interpretava un allievo ufficiale della marina statunitense: in una scena, il suo personaggio si trovava in difficoltà ad attraversare un percorso ad ostacoli. Essendo appassionata di culturismo nella vita reale, Eilbacher ha dichiarato che l'aspetto più difficile del ruolo fu proprio "fingere" di essere fuori forma. In Beverly Hills Cop, interpretò invece Jenny Summers, un'amica d'infanzia di Eddie Murphy.
Durante la sua carriera è apparsa anche in numerose serie televisive, come in Due onesti fuorilegge, Bonanza, Happy Days, Le strade di San Francisco e Hawaii Squadra Cinque Zero. Nel 1983 ha poi recitato nella miniserie televisiva Venti di guerra.
Eilbacher ha lavorato costantemente nel periodo tra gli anni '80 e '90, poi le sue apparizioni sono andate diminuendo.

## Filmografia parziale

### Cinema
- Oggi sposi: sentite condoglianze (The War Between Men and Women), regia di Melville Shavelson (1972)
- Ufficiale e gentiluomo (An Officer and a Gentleman), regia di Taylor Hackford (1982)
- Dieci minuti a mezzanotte (10 to Midnight), regia di J. Lee Thompson (1983)
- Beverly Hills Cop - Un piedipiatti a Beverly Hills (Beverly Hills Cop), regia di Martin Brest (1984)
- Leviathan, regia di George Pan Cosmatos (1989)
- I dinamitardi (Live Wire), regia di Christian Duguay (1992)

### Televisione
- Io e i miei tre figli (My Three Sons) – serie TV, 1 episodio (1969)
- Due onesti fuorilegge (Alias Smith and Jones) – serie TV, 1 episodio (1971)
- Bonanza - serie TV, episodio 14x13 (1972)
- Una famiglia americana (The Waltons) - serie TV, 1 episodio (1973)
- La famiglia Brady (The Brady Bunch) - serie TV, 1 episodio (1973)
- Gunsmoke - serie TV, 2 episodi (1973-1975)
- Happy Days - serie TV, 1 episodio (1974)
- Apple's Way - serie TV, 1 episodio (1974)
- Movin' On - serie TV, 1 episodio (1975)
- Le strade di San Francisco (The Streets of San Francisco) - serie TV, 1 episodio (1976)
- Nel tunnel dei misteri con Nancy Drew e gli Hardy Boys (The Hardy Boys/Nancy Drew Mysteries) - serie TV, 7 episodi (1977)
- The Amazing Spider-Man - serie TV, 1 episodio (1977)
- La fuga di Logan (Logan's Run) - serie TV, 1 episodio (1977)
- L'uomo di Atlantide (Man from Atlantis) - serie TV, 1 episodio (1977)
- Hawaii Squadra Cinque Zero (Hawaii Five-O) - serie TV, 1 episodio (1978)
- Simon & Simon - serie TV, 2 episodi (1982)
- Venti di guerra (The Winds of War) (1983) - Miniserie TV
- Ai confini della realtà (The Twilight Zone) – serie TV, episodio 2x06 (1986)
- Voci nella notte (Midnight Caller) - serie TV, 19 episodi (1990-1991)

## Doppiatori italiani
- Simona Izzo in Ufficiale e gentiluomo
- Rossella Izzo in Beverly Hills Cop - Un piedipiatti a Beverly Hills
- Cristiana Lionello in Leviathan